# Mark Sinyangwe
Mark Sinyangwe (né le 29 décembre 1979 en Zambie et mort le 11 août 2011 à Mufulira) est un joueur de football international zambien, qui évoluait au poste de défenseur.

## Biographie

### Carrière en sélection
Avec l'équipe de Zambie, il joue 39 matchs (pour un but inscrit) entre 1999 et 2007. 
Il figure dans le groupe des sélectionnés lors des Coupes d'Afrique des nations de 2002 et de 2006.
Il joue également 9 matchs comptant pour les tours préliminaires de la coupe du monde, lors des éditions 2002 et 2006.

## Palmarès
| Nkana - Championnat de Zambie (1) : - Champion : 2001. - Coupe de Zambie (1) : - Vainqueur : 2000. |  | Green Buffaloes - Coupe de Zambie (1) : - Vainqueur : 2005. |